# Киршехір
Киршехір (тур. Düzce) — місто і район в центральній Туреччині, адміністративний центр ілу Киршехір. Станом на 2011 рік в місті проживало 110 499 чоловік та 125 554 чоловік у всьому районі. Площа району становить 6 570 км².

## Уродженці
- Угур Мумджу (1942—1993) — турецький журналіст-розслідувач.